# Judas Priest
Џудас прист (енгл. Judas Priest - Јудин свештеник) је хеви метал бенд који су 1969. у Бирмингему у Енглеској основали Ал Аткинс, Кенет „К. К.“ Даунинг и Ијан Хил. Стандардни састав бенда чине вокалиста Роб Халфорд, гитаристе К. К. Даунинг и Глен Типтон и Ијан Хил на бас гитари.

## Историја
Све почиње 1969. у Бирмингему када певач Алан Аткинс и басиста Бруно Стапенхил одлуче основати хард рок бенд. Име групе проналазе у наслову песме Боба Дилана The Ballad Of Frankie Lee and Judas Priest. Почиње потрага за остатком састава, па тестирају гитаристу К. К. Даунинга који у на првој аудицији одбијен. Године 1970. стартна постава групе се разилази, али се Аткинс и Даунинг поново срећу да би основали нову групу. K. K. Даунинг у то време свира у групи Фрајт заједно са басистом Ијаном Хилом и бубњаром Џоном Елисом. Аткинс добија место певача у групи која потом мења име у Џудас прист.

### Рока рола
Због лошег финансијског стања, Аткинс напушта бенд. Касније на Аткинсово место долази Роб Халфорд, бивши позоришни инжењер расвете и члан бенда Hiroshima. Заједно са њим долази и Џон Хинч, бубњар. Група, коју су сачињавали гитаристи К. К. Даунинг и Глен Типтон, басиста Ијан Хил и бубњар Џон Хинч, издаје 1974. први албум под називом Rocka Rolla. На релативно слабо продаваном албуму издвојиле су се композиције Rocka Rolla и Cheater. На албуму Рока Рола налази се и прва песма коју је компоновао гитариста и члан бенда К.К. Даунинг, Run of the Mill.

### Sad Wings Of Destiny
Након две године излази Sad Wings Of Destiny, нешто зрелији албум са израженијим хард рок стилом и елементима хеви метал музике. Најпознатије песме албума су Victim of Changes, која је настала од Аткинсове песме Whiskey woman и Халфордове песме "Red Light Lady", и The Ripper.

### Sin After Sin
Године 1977. излази албум Sin After Sin.

### (1978-1990)
Године 1978. излазе албуми Stained Class и Killing Machine(или Hell bent for Leather) у којима се запажа „тешкометална“ оријентација групе, што се може запазити у песми Hell bent for Leather. Песма Exciter са албума Stained Class једна је од прапочетака спид метал музике. Након албума Killing Machine Лес Бинкс, бубњар, напушта бенд, а на његово место долази Дејв Холанд.
Године 1979. издају први албум уживо Unleashed in the East са песмама из претходних албума, снимљених на концертима у Јапану.
Након тог успеха 1980. излази British Steel као део новог таласа британског хеви метала (New Wave Of British Heavy Metal). Са албума су се издвојиле композиције Breaking The Law, Metal Gods и Grinder.
Године 1981. излази албум Point Of Entry.
Године 1982. излази албум Screaming For Vengeance са многим хитовима.
Године 1984. издаје се албум Defenders Of The Faith.
Године 1986. излази Turbo, како би 2 године касније изашао Ram It Down. На ова два албума се запажају утицаји глем метал музике. Објављен је и албум уживо са називом Priest...Live! 1987. године. Након снимања албума Ram It Down, бубњар Дејв Холанд напушта бенд из здравствених разлога, а на његово место долази Скот Трејвис.
Године 1990. излази албум Painkiller са утицајима спид метала. Бенд добија Греми награду за најбољу метал изведбу. Лета исте те године бенд бива оптужен за стварање скривене поруке у песми Better by You Better Than Me која је наводно изазвала покушај самоубиства двојице младића, због чега је покренут судски процес који је приморао бенд да одложи пуштање албума у продају, па је, иако је био завршен већ у марту, он био пуштен тек 13. септембра.

### Период послеPainkiller-a
Певач бенда, Роб Халфорд, 1992. године објављује да више не жели радити са бендом. Халфорд, у међувремену, има солистичке пројекте са неколико својих бендова (Two, Fight, Halford) и издаје неколико албума.
Године 1995. бенд тражи новог певача. Тим „Рипер“ Оунс придружује се бенду да замени Халфорда. Он је у бенд ушао као њихов фан, а надимак су му доделили чланови трибјут бенда у којем је певао пре него што се прикључио Џудас присту, јер му је омиљена песма The Ripper. Он тада заједно с бендом снима албуме Jugulator(1997), Live Meltdown(1998), Demolition(2001) и Live In London(2003) са утицајима треш метала.
Године 2003. договорен је прелазак Оунса у Ајсд Еарт, док се Халфорд враћа у Џудас прист. Године 2005. излази албум "Angel of Retribution".
Године 2008. објављен је албум Nostradamus. Три године након објављивања албума К.К. Даунинг напушта бенд, како би на његово место дошао Ричи Фолкнер. Године 2014. објављен је албум Redeemer of souls.

### Случај подсвесне поруке
1990, бенд је био увучен у правну акцију након оптужбе да су чланови били одговорни за покушаје самоубистава двојице младића из Неваде 1985. (један је погинуо на месту након што се упуцао у главу сачмарицом, док је други претрпео тешке озледе главе да би преминуо три године након догађаја). Тужиоци су тврдили како је подсвесна порука „уради то“ (енг. do it) била убачена у песму Better by You Better Than Me (са албума Stained Class) која је била узрок покушаја самоубиства. Оптужба је касније одбачена, након што је бенд истакнуо ако се песма пусти уназад, те ако се некоме каже како се у њој чује порука, звучаће као да она заиста постоји. У телевизијском интервјуу чланови групе су коментарисали како ако су хтели да убаце подсвесну заповед, убиство њихових обожаватеља било би противпродуктивно, и радије би преферисали убацивање заповеди „купи више наших албума“.

## Састав

### Тренутни састав
- Роб Халфорд, главни вокал (1973 - 1991,  2003 - )
- Глен Типтон на гитари (1974 - )
- Ијан Хил на бас бас гитари (1969 - )
- Скот Травис на бубњевима (1989 - )
- Ричи Фолкнер на гитари (2011 - )

### Бивши чланови
- Вокали:
  - Тим „Рипер“ Овенс (1997 - 2003)
  - Алан Аткинс (1967 - 1973)
- Бубњари:
  - Дејв Холанд (1979. - 1989)
  - Џон Хинч (1973 - 1975)
  - Џон Елис (1969. - 1971)
  - Алан Мур (1971 - 1973, 1975 - 1977)
  - Крис Кембел (1972. - 1973)
  - Лез Бинкс (1977 - 1979)
- Гитаристи
  - К. К. Даунинг на гитари (1969 - 2011)

### Гостујући чланови
- Дан Ејри - клавијатуре (на албумима Painkiller, Demolition и Angel of Retribution)

## Дискографија
- (1974)
- (1976)
- (1977)
- (1978)
- (1978) (албум познат и као Hell Bent for Leather)
- (1979, албум уживо)
- (1980)
- (1981)
- (1982)
- (1984)
- (1985)
- (1987, албум уживо)
- (1988)
- (1990)
- (1993, компилација)
- (1997)
- (1998, албум уживо)
- (2001)
- (2002, уживо DVD)
- (2003, уживо DVD)
- (2005)
- (2006, уживо DVD)
- (2008)
- (2014)
- (2018)
- Invincible Shield (2024)

## Утицај на стил
Бендови као Ајрон мејден, Металика, Мегадет, Меновор, Мерсифул фејт, Веном, Слејер, Чилдрен оф Бодом, Докен, Хеловин, Јудоксиз, Стратоваријус, Ајсд ерт, Појзон, Напалм дет, Дрим тијатер и Пантера наводе да је група Џудас прист утицала на њихов звук, технику и имиџ.